# بالتيمور ريفنز
بالتيمور ريفنز: فريق في قسم AFC الشمالي بالدوري كرة القدم الأمريكية وقد حصل الفريق على لقب الدوري سنة 2000, بعد اربع سنين من تأسيسه. وملعب الفريق الرسمي هو ملعب بنك إم تي.